# 신두만강대교
신두만강대교(新豆滿江大橋)는 중국 훈춘시와 북한 나선시를 잇는 두만강 다리이다. 2016년 말 중국이 250억원을 들여 준공했다. 2차선 도로로 되어있다.

## 역사
오래되고 1차선 규모의 두만강대교 옆에 새로이 건설되었다. 2014년 9월, 중국과 북한은 투먼시와 함경북도 온성군 남양로동자구를 잇는 신두만강대교를 건설하기로 합의했다. 2년 2개월의 공사를 마치고 2016년 11월에 준공했다. 두만강대교 보다 30ｍ 상류에 들어선 새 다리는 길이 549ｍ, 폭 23ｍ, 왕복 4차선 규모이다. 두만강대교 보다 2배 크다. 건설비 1억8천만위안(315억원)은 중국 측이 전액 부담했다.

## 같이 보기
- 두만강대교
- 신압록강대교
- 조선-러시아 우정의 다리